# Lygropia flavicaput
Lygropia flavicaput là một loài bướm đêm trong họ Crambidae.